# Арашев, Омар
Омар Арашев (1 июля 1898, Игали, Аварский округ, Дагестанская область, Россия — 9 декабря 1938, Махачкала) — певец и музыкант. Народный артист ДАССР (1935). 

## Биография
Омар Арашев родился в селе Игали Аварского округа, ныне Гумбетовского района.  

## Творчество
С 1929 года одновременно работал в Дагестанском радиокомитете и Ансамбле песни и танца Дагестана. Прекрасно играл на барабане и зурне. Исполнял песни собственного сочинения, аварские песни. Записывался на граммофонные пластинки, участвовал во Всесоюзном радиофестивале. 

## Смерть
Омар Арашев умер в 1938 году.

## Звания и награды
- Народный артист Дагестанской АССР (1935).